# Monitore (santo)
Monitore (... – 490 circa) è stato un vescovo cattolico francese, dodicesimo vescovo di Orléans.
Viene venerato come santo dalla Chiesa cattolica.
Venne ordinato vescovo di Orléans attorno al 472. La sua festa si celebra il 10 novembre.